# 간난이 (영화)
"간난이"는 1976년에 개봉한 대한민국의 컬러 영화이다. 순박한 시골 소녀 '간난이'가 산삼을 발견하고 서울로 팔러 가면서 생기는 이야기를 다루고 있다.

## 상세
합동영화사 측이 1975년 4분기 우수영화로 신청하여 제작한 작품 중 하나이다. 당시 연간 2편 이상의 우수영화를 만들지 못하는 영화사에 대해서는 문화공보부의 행정 지원을 중단한다는 의무규정이 있었다.
1975년 10월 11일에 제작을 신고하여 통과되었으며, 3개월 간의 짧은 제작기간 끝에 1976년 1월 12일 영화검열을 신청해 바로 합격하였다. 이후 2월 9일 문화공보부 75년도 4분기 우수영화 14편 중 하나로 선정되었다.
현재 한국영상자료원에 원본 필름과 시나리오 각본 3편이 소장되어 있다.

## 캐스팅
- 정영숙 : 간난이 역
- 신구
- 최불암
- 도금봉
- 송재호
- 문오장
- 노진아
- 이승현
- 홍유정
- 김웅
- 임혜림
- 김신명